# Pat E. Johnson
Pat E. Johnson (Niágara, Nueva York, 1939-Los Ángeles, 5 de noviembre de 2023), fue un artista marcial estadounidense con cinturón negro de grado noveno en Tang Soo Do.

## Biografía
Fue presidente del Congreso Nacional de Tang Soo Do, que fue creado originalmente por Chuck Norris en 1973. Johnson es famoso por realizar la coreografía de artes marciales en la serie de películas Karate Kid, en la que también hizo una breve intervención como el árbitro en el campeonato de Karate.

## Logros
- 1963 - Comenzó a entrenar Tang Soo Do en Corea del Sur con el maestro Kang Do Hee.
- 1965 - Recibe su primer grado como cinturón negro en Tang Soo Do.
- 1968 - Comenzó a entrenar con Chuck Norris, y fue nombrado jefe de instrucción.
- 1968 - Formuló el sistema de penalización por puntos que se utiliza actualmente en los torneos de karate.
- 1968-1973 - Participó en calidad de capitán del Equipo de Competencia Chuck Norris con cinturón negro, que ganó 33 títulos nacionales e internacionales consecutivos.